# Franz Xaver Fieber
Franz Xaver Fieber, né le 1er mars 1807 à Prague et mort le 22 février 1872 à Chrudim, est un naturaliste et entomologiste austro-hongrois. Il fait partie des entomologistes amateurs qui ont posé les bases de l'entomologie systématique au XIXe siècle.

## Biographie
Il est le fils de Franz Anton Fieber et de Maria Anna née Hantsehl. Il étudie à l'Institut polytechnique de Prague de 1824 à 1828. Il commence à travailler dans la finance avant de devenir magistrat à Chrudim en Bohême. Se tournant vers les sciences naturelles, il dessine notamment des planches de botanique pour K. Presl, Jacob Sturm, Kaspar Graf von Sternberg. Il participe à une publication sur la Flore de Bohème et son nom est associé à des formes ou variétés de Potamogeton, d'œillet et de d'iris. À partir de 1832, il se consacre à l'entomologie, en particulier aux hémiptères, surtout les hétéroptères (Nepomorpha, Miridae, etc.), mais également les dermaptères (perce-oreilles), appelés alors orthoptères. 
Il est membre de l'Académie allemande des sciences Leopoldina. Il est notamment l’auteur de Die europäischen Hemiptera (1860) et de plusieurs autres publications. Une partie de sa collection a été accueillie au Muséum d'histoire naturelle de Paris. 

## Quelques œuvres importantes
- 1851. « Genera Hydrocoridum secundum ordinem naturalem in familias disposita ». Actes de la Société royale des sciences de Bohême, Prague, sur les Nepomorpha, alors appelés Hydrocorises (lire en ligne).
- 1853. « Synopsis der europäischen Orthopteren ». Lotos, Zeitschrift für Naturwissenschaften 3: 252–258, Prague. (lire en ligne), sur les Dermaptères.
- 1858. « Criterien zur generischen Theilung der Phytocoriden (Capsini aut.) », Wiener Entomologische Monatschrift 2(10): 289–347 (lire en ligne) sur les Miridae.
- 1861. Die europäischen Hemiptera. Halbflüger. (Rhynchota Heteroptera). 444 p. Carl Gerold's Sohn, Vienne (lire en ligne), sur les Hétéroptères.
- 1872. Catalog der europäischen Cicadinen, nach Originalien mit Benutzung der neuesten Literatur, Carl Gerold's Sohn, Vienne. sur les Auchenorrhyncha.

## Hommages
Plusieurs taxons (tribu, genre, espèces) ont été nommés en hommage à ce naturaliste: 
- la tribu des Fieberiellini Wagner 1951 (Deltocephalinae, Cicadellidae, Hémiptères)
- le genre Fieberia Jakovlev, 1873, aujourd'hui synonymisé avec Mesovelia Mulsant & Rey, 1852
- Aelia fieberi (Pentatomidae, Hétéroptères)
- Astacops fieberi (Lygaeidae, Hétéroptères)
- Camponotidea fieberi (Miridae, Hétéroptères)
- Coranus fieberi (Reduviidae, Hétéroptères)
- Delphacodes fieberi (Delphacidae, Fulgoromorpha)
- Dicyphus fieberi Stichel, 1938 (Miridae, Hétéroptères)
- Elasmognathus fieberi (Tingidae, Hétéroptères)
- Elasmucha fieberi (Jakovlev, 1865) (Acanthosomatidae, Hétéroptères)
- Eurydema fieberi (Pentatomidae, Hétéroptères)
- Iris fieberi Seidl, aujourd'hui synonymisé avec Iris aphylla L. (Iridacaeae)
- Issus fieberi (Issidae, Fulgoromorpha)
- Limnogeton fieberi (Belostomatidae, Hétéroptères)
- Myiomma fieberi (Miridae, Hétéroptères)
- Oxycarenus fieberi (Oxycarenidae, Hétéroptères)
- Protaetia fieberi (Kraatz, 1880) (Scarabaeidae, Coléoptères)
- Rubus fieberi Ortm. (Rosaceae)